# 眠狂四郎魔性剣
『眠狂四郎魔性剣』（ねむりきょうしろうましょうけん）は、1965年公開の日本映画。安田公義監督、市川雷蔵主演による時代劇。シリーズ6作目。

## 配役
以下の出演者名と役名はKINENOTEに従った。
- 市川雷蔵 - 眼狂四郎
- 瑳峨三智子 - おりん
- 長谷川待子 - お艶
- 明星雅子 - お糸
- 穂高のり子 - 佐絵
- 若松和子 - 青華院
- 須賀不二男 - 菊村外記
- 北城寿太郎 - 赤石群兵衛
- 五味龍太郎 - 紋部三郎太
- 水原浩一 - 大工政五郎
- 浅野進治郎 - 中森瀬左衛門
- 稲葉義男 - 水野忠成
- 伊達三郎 - 安西小十郎
- 橋本力 - 津久田典馬
- 木村玄 - 陣馬玄之助
- 藤川準 - 片目の男（花火師）
- 橘公子 - 舟宿女将
- 小村雪子 - 中森瀬左衛門の娘綾路
- 荒木忍 - 高垣将監

## 併映作品
- 『悪名幟』: 田中徳三監督